# Anisodes expunctor
Anisodes expunctor är en fjärilsart som beskrevs av Louis Beethoven Prout 1932. Anisodes expunctor ingår i släktet Anisodes och familjen mätare. Inga underarter finns listade i Catalogue of Life.